# Вилла Мельци (Ваприо)

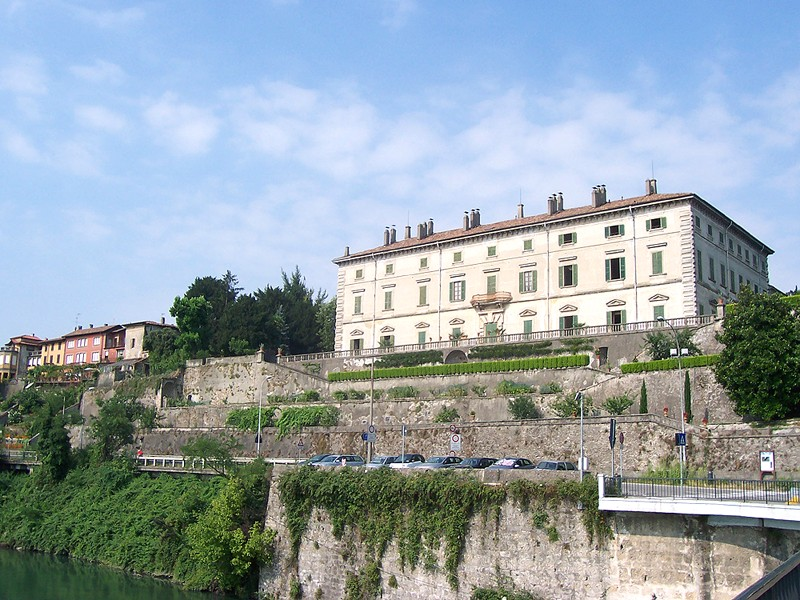
Вилла Мельци

Вилла Мельци (Villa Melzi) — загородная резиденция главы благородного миланского рода Мельци, расположенная на трёх террасах над рекой Адда в селении Ваприо-д’Адда. Прежде здесь проходила граница между Миланским герцогством и Венецианской республикой.
Усадьба была отстроена в 1482 году и приобрёла свой нынешний облик приблизительно столетием позже. В 1511-13 гг. Леонардо да Винчи по просьбе своего ученика Франческо Мельци составил проект её реконструкции, который остался неосуществлённым. Вероятно, именно здесь Мельци составил из записей своего учителя «Трактат о живописи». Также он хранил здесь Атлантический кодекс, Виндзорский кодекс, кодексы Эшбернхэма и т.д.
После смерти Франческо в 1570 году его наследники быстро распродали хранимые им реликвии Леонардо и уничтожили машины, построенные по его проектам.
В продолжение XVII и XVIII веков вилла служила местом увеселений миланской аристократии. Изображена на ведутах Беллотто и ван Виттеля. После потери Модены здесь часто проводил время последний её правитель Эрколе III д’Эсте.
Для посещения здания и парка необходима договорённость с её владельцем, герцогом Мельци д’Эриль, или его представителем.